# Ornatoconcha
Ornatoconcha is een geslacht van weekdieren uit de klasse van de Gastropoda (slakken).

## Soort
- Ornatoconcha plicata Lus, 1987